# A Western Dream
Pour plus de détails, voir Fiche technique et Distribution.
A Western Dream est un film muet américain réalisé par Allan Dwan et sorti en 1911.

## Synopsis
un sans abri est dans un rêve et il est devenu cow boy en plein far west.

## Fiche technique
- Titre : A Western Dream
- Réalisation : Allan Dwan
- Scénario :
- Photographie :
- Montage :
- Producteur :
- Société de production : American Film Manufacturing Company
- Société de distribution : Motion Picture Distributors and Sales Company
- Pays de production :  États-Unis
- Langue : film muet avec les intertitres en anglais
- Métrage : 300 mètres
- Format : Noir et blanc — 35 mm — 1,33:1 — Muet
- Genre : Western
- Durée : 10 minutes
- Date de sortie : 
  - États-Unis : 22 mai 1911

## Distribution
- J. Warren Kerrigan : Hobo
- Pauline Bush
- Jack Richardson
- Scott R. Beal
- Louise Lester
- George Periolat